# Hanasakeru Seishōnen
Hanasakeru Seishōnen (en grafía japonesa: 花咲ける青少年) es una serie manga escrita e ilustrada por Natsumi Itsuki. La historieta está ambientada en la época moderna y se centra en la vida romántica de Kajika Burnsworth, adolescente de 14 años e hija del empresario Harry Burnsworth: propietario del gigante conglomerado Burnsworth International. La joven accede a participar en un "juego matrimonial" con su padre en el que debe elegir entre tres pretendientes (preseleccionados supuestamente por su progenitor) como su futuro esposo.
A pesar de ser un Shōjo romántico, la trama se centra en el mundo del poder político de un pequeño país del Sureste Asiático llamado Raginei (fronterizo con Malasia). Raginei es un país de 1.000 años de historia cuya economía progresó de manera significativa en cincuenta años debido al cambio de ideales iniciados por el rey Machaty, el cual permitió exportar petróleo. Mientras Kajika trata de conocer a sus pretendientes e indagar en el significado del amor, el país empieza a atravesar dificultades políticas.

## Argumento
Kajika Burnsworth, hija del empresario Harry Burnsworth ha vivido parte de su vida en una isla del Caribe con un leopardo de las nieves como mascota de nombre Mustafá. Tras ser enviada a un colegio de Japón hasta que su padre le pide que vuele a Nueva York.
Una vez en territorio estadounidense, este le habla de un "juego matrimonial" que consiste en seleccionar a su futuro marido entre tres candidatos y que supuestamente su progenitor ha seleccionado, aunque en ningún momento le comenta los detalles ni desvela sus identidades para que de este modo Kajika los pueda conocer uno a uno y así escoger a su "verdadero destino". Lee-Leng Huang, amigo de la infancia está encargado de la seguridad de la joven así como de ayudarla con la selección.
El primer hombre es Eugene Alexandre De Volkan al que llama Mustafá puesto que le recuerda a su tigre doméstico (ya fallecido). El segundo es el Príncipe Rumaty Ivan de Raginei, el cual parece ser el único de los tres escogido por Harry. En cuanto al último candidato es Carl Rosenthal, miembro de Rosenthal Family and Corporation e hijo de su rival empresarial, el cual su rencor por él le lleva a obsesionarse de manera enfermiza por desacreditarle. Por su parte Carl parece ser más cercano hacia ella. Cada uno tiene su manera de ser por lo que Kajika trata de hacer de ellos parte de su vida. 
Un año después de salir con el Príncipe Rumaty, el rey fallece y Raginei cae en la anarquía. Este es acusado de la muerte de su padre a pesar de encontrarse en el extranjero durante el suceso. No obstante le es prohibido la entrada al país bajo pena de muerte. Ante el caos político, Harry le deja al cuidado de Lee-Leng, quien de un modo se convierte en su tutor para asuntos diplomáticos. Tras dos años decide volver a su país natal para devolver el orden.  
Kajika, Lee-Leng y Carl Rosenthal no tardan en verse involucrados en el conflicto y quedan atrapados tras producirse un golpe de Estado. Durante los acontecimientos, Lee-Leng resulta herido en el aeropuerto siendo escoltado junto a la joven por las milicias partidarias de Rumaty encabezadas por el oficial de la Guardia Real: Isaac Noei.
Mientras la historia llega a su clímax, Kajika se da cuenta de quién es su hombre. Al mismo tiempo Rumaty restaura el anterior gobierno derrocado.

## Otras adaptaciones

### Manga
El manga fue publicado a través de la editorial Hakusensha, propietaria de la revista LaLa, la cual está dirigida al público femenino, desde el 24 de febrero de 1987 al 24 de marzo del mismo año, y posteriormente del 24 de agosto de 1989 a 24 de agosto de 1994.

### Anime
A partir del 5 de abril de 2009 fue adaptada a la televisión bajo la dirección de Chiaki Kon y producida por Pierrot Studios. Su estreno tuvo lugar en la cadena NHK.

### Obra teatral
La obra también fue llevada a los escenarios en dos actos titulados: La bella flor y La bella flor en el azul viento de oriente.